# Sistema coletor de drenagem pleural ou mediastinal
O sistema coletor de drenagem pleural ou mediastinal é um equipamento médico-hospitalar usado nas cirurgias torácicas e ou cirurgias cardíacas e destina-se à evacuação de conteúdo líquido e ou gasoso da cavidade torácica (derrame pleural, derrame pericárdico, empiema pleural, hemotórax, pneumotórax, etc.)

Anatomia e fisiologia
A ventilação pulmonar fisiológica ocorre, desde que a cavidade pleural esteja hermeticamente selada e relativamente livre de fluidos (derrame pleural) e ou gases (pneumotórax).
Patologia

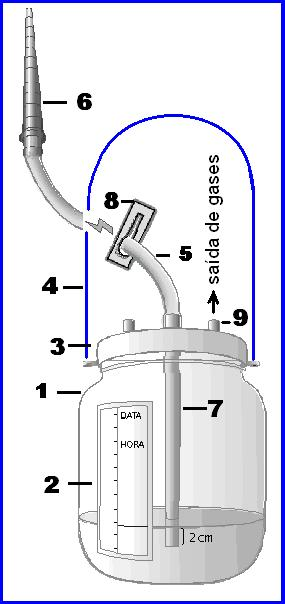
Componentes: Frasco coletor (1), Etiqueta volumétrica graduada (2), Tampa (3), Alça de transporte (4), Tubo de drenagem (5), Conector cônico (6), Tubo selo d’água (7), Presilha (8),Respiro da saída de gases (9)

Esses fluidos podem ser formados devido a doenças no pulmão, na pleura, no mediastino, na parede torácica, no pós-operatório de cirurgias no pulmão ou coração, nos traumatismo torácico, etc.
Indicações
A solução para evacuar esses fluidos da cavidade pleural que dificultam a ventilação pulmonar (respiração), interferindo nas trocas gasosas têm sido as técnicas de drenagem torácica, associadas a sistemas coletores de drenagem pleural ou mediastinal com sifonagem subaquática (Playfair GE, 1875).
Além de destinar-se a evacuação dos fluidos, esses sistemas possibilitam o controle com mensuração da quantidade e do tipo de secreção drenada dos derrames pleurais ou pericárdicos, empiemas, hemotórax, pneumotórax, etc.
Componentes
- Frasco coletor (1)
- Etiqueta volumétrica graduada (2)
- Tampa (3)
- Alça de transporte (4)
- Tubo de drenagem (5)
- Conector cônico (6)
- Tubo selo d’água (7)
- Presilha (8)
- Respiro da saída de gases (9)

Princípio hidrodinâmico de funcionamento

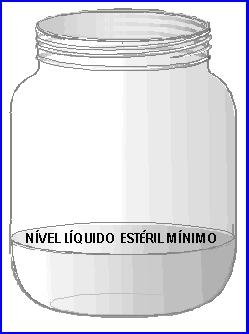
Verificar a capacidade do frasco coletor escolhido e colocar solução fisiológica ou água destilada estéril no frasco coletor, de modo a atingir a marca do nível líquido mínimo obrigatório para que seja formado o selo d’água, conforme a capacidade do reservatório.

Os sistemas coletores de drenagem pleural ou mediastinal utilizam o princípio da sifonagem subaquática que funciona como uma válvula unidirecional, também denominada drenagem pleural fechada ou drenagem em selo d’água.
A sifonagem subaquática evita que ocorra o pneumotórax aberto que é a entrada de ar atmosférico na cavidade torácica (cavidade pleural, pericárdica ou mediastinal), mantendo em equilíbrio da pressão intratorácica, que é negativa em relação à atmosférica.
Os tipos de mecanismos unidirecionais mais usados nos sistemas coletores de drenagem pleural ou mediastinal são:
- Sifonagem subaquática por sifão
- Válvula de Heimlich

Modelos de drenos tubulares
Diversos modelos de dreno torácico (pleurais e ou mediastinais) adquiriram o epônimo dos idealizadores.
- dreno de Nelaton
- dreno de Malecot
- dreno de Pezzer
- dreno de Blake

Frasco coletor graduado
Os sistemas coletores de drenagem pleural ou mediastinal de frasco coletor único são os mais comumente empregados, devido ao seu baixo custo e fácil manuseio.
Na maioria dos sistemas coletores de drenagem subaquática por sifão, as cavidades torácicas (pleurais, pericárdica, mediastinal) dos pacientes adultos estão ligadas um fraco coletor graduado suficientemente grande para coletar uma quantidade de fluido de, por exemplo, 2000 mL.
A câmara de coleta do frasco coletor deve ser graduada de acordo com a superfície corpórea do paciente.
Portanto, as graduações do frasco coletor deverão ser de 50 ml para os pacientes adultos, e nos de uso pediátrico, são utilizado fracos de menor volume (250 mL) e as graduações devem monitorar incrementos de 5 ou 10ml de líquido acumulado.
Atualmente existem vários tipos de sistema coletor de drenagem pleural ou mediastinal com frasco coletor de câmeras múltiplas comunicantes que são seladas por fluido estéril, incorporando acessórios com propósito de regulagem da pressão ou sistema de aspiração contínua.
Manuseio do Sistema coletor de drenagem pleural ou mediastinal
Os médicos, enfermeiros, fisioterapeutas, auxiliares e técnicos de enfermagem devem ter o conhecimento técnico e treinamento necessário ao perfeito funcionamento do Sistema coletor de drenagem pleural ou mediastinal, devendo estar capacitados para a resolução das eventuais complicações inerentes à drenagem torácica (pleural, pericárdica ou mediastinal).
Instruções de uso

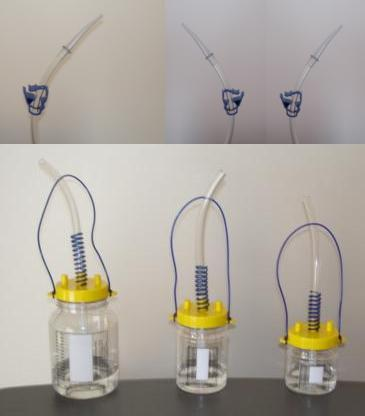
Sistemas coletores de drenagem pleural ou mediastinal nos modelos: Juvenil, Infaltil, e Neonatal.

Recomenda-se a leitura por toda a Equipe hospitalar de modo a padronizar e protocolar a rotina do uso do Sistema coletor de drenagem pleural ou mediastinal.
As técnicas de manuseio poderão ser individualizadas, a critério médico e de acordo com as necessidades cirúrgicas.
Preparo do frasco coletor
Verificar a capacidade do frasco coletor escolhido e colocar solução fisiológica ou água destilada estéril no frasco coletor, de modo a atingir a marca do nível líquido mínimo obrigatório para que seja formado o selo d’água, conforme a capacidade do reservatório.
Preparo do sistema coletor
A tampa do Sistema coletor de drenagem pleural ou mediastinal deve ser rosqueada ao frasco coletor de modo correto e firme.
Somente o correto rosqueamento possibilitará a vedação adequada quando for necessária a aspiração contínua com o uso do Sistema de aspiração contínua.
Preparo do conector tubular cônico

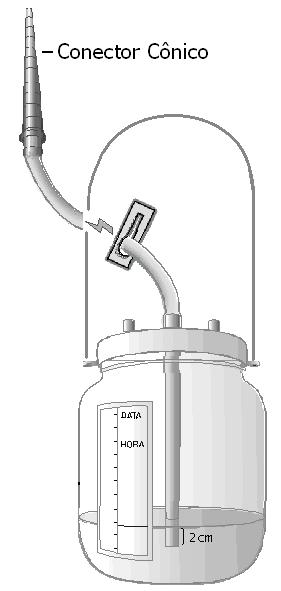
Sistema Coletor de Drenagem Pleural ou Mediastinal com Conector Tubular Cônico que possibilita a conexão com drenos torácicos de diversos diâmetros, de acordo com a necessidade médica.

O conector tubular cônico permite a conexão do tubo de drenagem do Sistema coletor de drenagem pleural ou mediastinal com drenos torácicos de diversos diâmetros.
Entretanto, deve-se previamente preparar o dreno torácico e o conector tubular cônico para a conexão, com isto otimiza-se o diâmetro interno da conexão evitando estreitamentos.
1° Instalar cirurgicamente o dreno torácico na cavidade pleural ou no mediastino.
2° Preparar o dreno torácico para conexão cortando-o transversalmente na extremidade chanfrada distal.

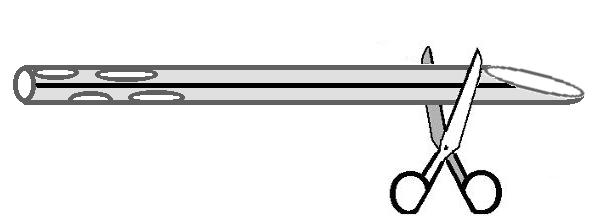
Corte da extremidade chanfrada do Dreno Torácico Tubular.

3° Verificar o diâmetro interno do dreno torácico.
4° Cortar o conector tubular cônico no maior diâmetro que possibilite conexão firme com o diâmetro interno do dreno torácico, como indica a figura abaixo.

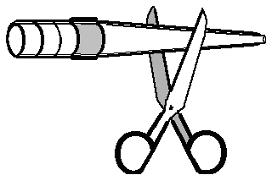
Corte do Conector Tubular Cônico.

5° Conectar firmemente o dreno torácico, unindo-o com o conector tubular cônico.
6° A conexão entre o dreno torácico e o tubo de drenagem do sistema de drenagem poderá ser reforçada com fita adesiva, de modo a evitar desconexão por arrancamento.
Revisão do sistema de drenagem
Rever se a extremidade do tubo no interior do frasco ficou submersa cerca de 2 cm abaixo do nível líquido mínimo obrigatório.
Marcar na etiqueta do frasco coletor o nível líquido, a data e a hora da instalação do frasco coletor.
Verificar se existe oscilação ou borbulhamento no nível líquido.
Faixa adesiva de fixação
A faixa adesiva de fixação é de extrema importância para o conforto do paciente e deverá ser fixada no flanco do paciente.
Ela evita que as trações do tubo de drenagem do Sistema coletor de drenagem pleural ou mediastinal sejam transmitidas ao(s) ponto(s) de fixação cirúrgica do dreno torácico com a pele.
Desta forma, se previne o doloroso deslocamento ou arrancamento do dreno torácico.
Curativos
A limpeza da ferida cirúrgica deverá ser realizada com solução anti-séptica e o curativo da pele, em torno do dreno torácico, deverá ser trocado diariamente ou quantas vezes forem necessárias.
Verificação do(s) ponto(s) cirúrgico(s)

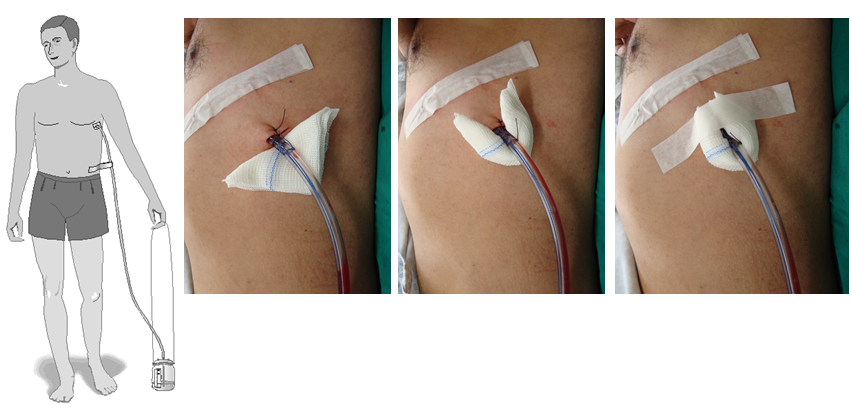
Curativo em dreno torácico.

Ao verificar as condições do(s) ponto(s) cirúrgico(s) e da fixação do dreno torácico durante o curativo, deve-se observar se ocorreu arrancamento parcial do dreno torácico com deslocamento do(s) ponto(s) cirúrgico(s).
Também se deve verificar se está ocorrendo vazamento aéreo em torno do dreno torácico devido à folga no(s) ponto(s) cirúrgico(s).
Ordenha - Malaxar
As manobras de ordenha (malaxar) são empregadas sob supervisão médica ou da enfermagem quando ocorrer obstrução por coágulos do Sistema coletor de drenagem pleural ou mediastinal.
Utilizar pinça de ordenha ou ordenhar com a mão o tubo de drenagem e o dreno torácico de modo a remover possíveis obstruções.
Advertências no manuseio do Sistema de drenagem pleural ou mediastinal
Alguns cuidados devem ser tomados de modo a evitar obstrução do tubo de drenagem (5) por:
- torção
- angulação excessiva
- pinçamento (clampeamento) prolongado

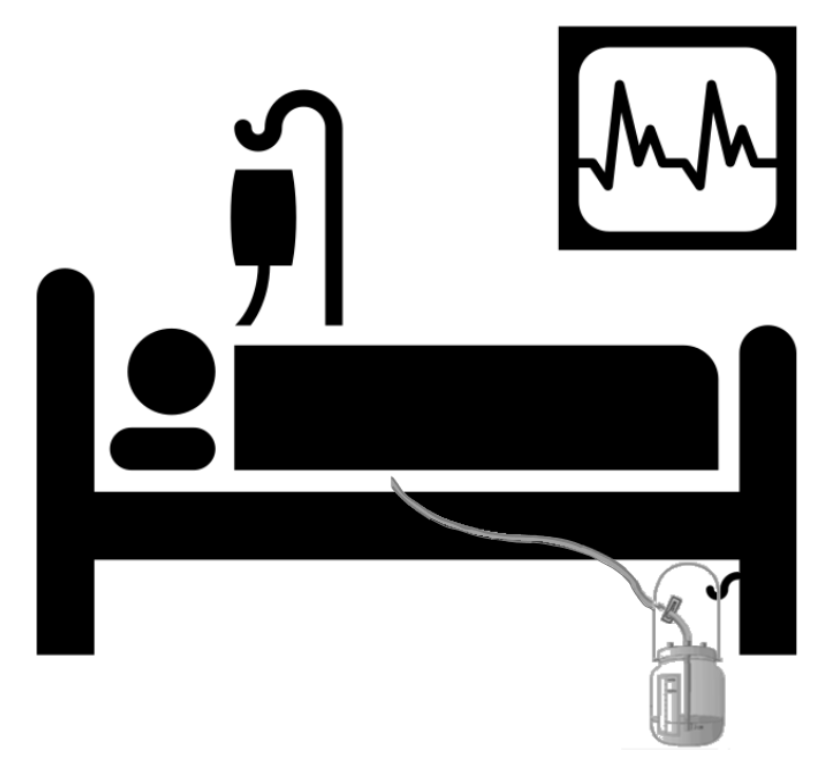
Por favor, quando possível, sempre manter o frasco de drenagem pleural, pendurado próximo ao pé da cama. Deste modo se evita a formação de sifão no tubo de drenagem que impede a correta evacuação do pneumotórax (fuga aérea - fístula aérea).

Portanto, o tubo de drenagem (5) deverá ser mantido quase esticado, sem curvas, desta forma se evita a formação de sifões por coleção de líquido pleural no próprio tubo de drenagem (5).
Para evitar o refluxo de líquido do frasco coletor (1) para a cavidade torácica não se deve elevar o frasco coletor (1) acima do nível da cintura do paciente.
O pinçamento (clampeamento) prolongado do tubo de drenagem (5) com a presilha (8) deve ser evitado, principalmente quando houver escape aéreo (borbulhamento), o que poderá provocar pneumotórax hipertensivo ou enfisema de subcutâneo.
Pelo mesmo motivo, nunca tampe o Respiro (9) da tampa (3) do do frasco coletor (1).
Pneumotórax aberto
O Pneumotórax aberto com suas repercussões clínicas de insuficiência respiratória ocorrerá em caso de desconexão do Sistema coletor de drenagem pleural ou mediastinal, ou se o frasco coletor estiver sem o nível líquido mínimo obrigatório.
Também nunca deixe virar ou tombar o frasco coletor.
Em caso de ruptura do frasco coletor deve-se fechar o tubo de drenagem do Sistema coletor de drenagem pleural ou mediastinal e rapidamente substituir por outro íntegro.
Verificar as conexões de todo o Sistema coletor de drenagem pleural ou mediastinal de modo a não permitir vazamentos de líquido ou entrada de ar.
Não é recomendável perfurar o dreno torácico ou o tubo de drenagem do Sistema coletor de drenagem pleural ou mediastinal para colher secreções.
Evitar as adaptações que podem ocorrer quando se utilizam dispositivos de diversos fabricantes.
Precauções médicas
A reexpansão rápida do pulmão colabado deve ser evitada. A evacuação rápida do líquido pleural (pneumotórax, hidrotórax ou hemotórax) poderá provocar mal estar, dor, dispnéia e até edema pulmonar com grave repercussão sistêmica.
Instruções ao paciente
A instrução sobre o funcionamento do Sistema coletor de drenagem pleural ou mediastinal ao paciente ou aos seus representantes é da responsabilidade da Equipe médica e da enfermagem.
As instruções devam incluir noções e cuidados para se obter uma perfeita sifonagem do Sistema coletor de drenagem pleural ou mediastinal  no paciente acamado, na deambulação e no transporte.
Orientar que não se deve elevar o frasco coletor acima do nível da cintura, para evitar o refluxo de líquidos do frasco coletor para a cavidade torácica.
Orientar como manter o tubo drenagem quase esticado, sem formar sinuosidades acentuadas, dobras ou acotovelamentos.
Também, deve-se orientar que o paciente não deite em cima do tubo de drenagem de modo a não obstruí-lo.
Orientar como se devem evitar movimentos corpóreos bruscos de modo a não tracionar o tubo de drenagem, o que pode provocar desconexões, deslocamento doloroso ou arrancamento do dreno torácico.
Avisar imediatamente ao médico, em caso de desconexão acidental ou sangramento.
Deambulação
O paciente deverá deambular normalmente, caso não haja contra-indicação clínica.
Para maior comodidade, o paciente deverá utilizar a alça de transporte.
Transporte do paciente
Não deixar formar curvas acentuadas, dobras ou acotovelamentos no tubo de drenagem.
Manter sempre o frasco coletor abaixo do nível da cintura, deste modo se evita que o líquido seja aspirado para o interior do tórax do paciente.
Na presença de fístula aérea, o dreno não deve ser pinçado durante o transporte em maca ou cadeira de rodas.
Não pinçar o dreno torácico ao fazer radiografias, transporte ao centro cirúrgico ou nas ambulâncias.
Exames radiográficos
A radiografia de tórax e a tomografia computadorizada de tórax são indicadas
na avaliação do posicionamento do dreno torácico e da efetividade da drenagem pleural.
Rotina para o manuseio e troca do frasco refil
A freqüência da troca do frasco coletor antigo por outro novo estéril deverá ser diária, quando o mesmo estiver repleto ou a critério médico.
Preparar um novo frasco antes de abrir a tampa do frasco em uso, que vai ser desprezado.
Preparo do novo frasco coletor
Verificar o estado da embalagem, o produto e o prazo de validade.
Abrir o novo frasco coletor de modo que o interior do mesmo permaneça estéril.
Adicionar, de acordo com o volume do frasco, 250 ml ou 500 ml de solução fisiológica estéril ou água destilada estéril no novo frasco coletor, de modo a atingir a marca do nível líquido mínimo obrigatório.
Troca dos frascos coletores
Utilizar luvas e seguir as normas da comissão de infecção hospitalar.
A troca do frasco antigo pelo novo deverá ser rápida e precisa, para isto o novo frasco deverá já estar preparado.
Pinçar o tubo de drenagem por curto período de tempo, ou seja, somente pinçar o dreno torácico para uma rápida troca do frasco coletor.
Em caso de fístula aérea (borbulhamento), o pinçamento prolongado do dreno torácico provocará aumento do pneumotórax podendo ocasionar insuficiência respiratória ou enfisema de subcutâneo.
Abrir a tampa do frasco coletor antigo.
Trocar rapidamente o frasco antigo pelo novo.
Conectar o novo frasco coletor fechando corretamente a tampa do frasco.
Após a troca, abrir a pinça do tubo de drenagem.
Troca do tubo de drenagem
Com o passar do tempo, o interior do tubo de drenagem poderá ser colonizada por micro-organismos, portanto recomenda-se, a cada 7 dias, a troca do sistema coletor de drenagem pleural ou mediastinal.
Usar técnica asséptica na desconexão do dreno torácico que deverá estar pinçado para evitar o pneumotórax aberto.
Abrir a pinça do dreno torácico após a troca.
Não deixar formar curvas acentuadas, dobras ou acotovelamentos no tubo de drenagem.
Revisão do sistema coletor de drenagem
A cada troca do frasco coletor refil ou do sistema coletor de drenagem pleural ou mediastinal deverá ser revisto:
- o nível líquido mínimo obrigatório do frasco coletor
- rever o selo d'água, ou seja, se a extremidade do tubo no interior do frasco coletor ficou submersa cerca de 1 a 2 cm abaixo do nível líquido mínimo obrigatório.

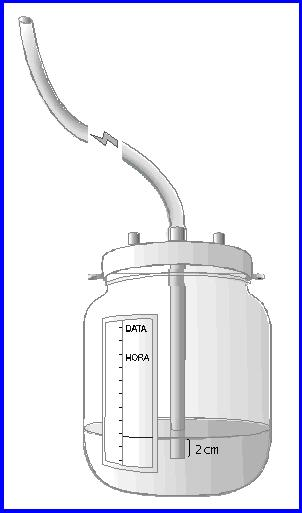
Rever se a extremidade do tubo no interior do frasco ficou submersa cerca de 1 a 2 cm abaixo do nível líquido mínimo obrigatório. Marcar na etiqueta do frasco coletor o nível líquido, a data e a hora da instalação do frasco coletor. Verificar se existe oscilação ou borbulhamento no nível líquido.

Marcar e anotar na etiqueta do frasco coletor:
- nível do líquido mínimo obrigatório
- a data
- a hora

Controles com a drenagem no frasco coletor
De acordo com as orientações médicas deverão ser anotados:
- data
- hora
- volume drenado
  - a cada hora
  - a cada 24 horas
- coloração do líquido drenado
  - seroso citrino
  - seroso fibrinoso
  - seroso purulento
  - seroso hemático
  - hemático
- presença de oscilação da coluna líquida
- presença de borbulhamento (fístula aérea)

De acordo com as orientações médicas deverão ser anotados:
| data: ____________ |

| hora: ____________ |

| volume drenado a cada 24 horas: ____________ |

| volume drenado a cada hora: |

| tipo ou coloração do líquido drenado: |

| □ seroso citrino | □ seroso fibrinoso | □ seroso purulento |

| □ seroso hemático | □ hemático | □ outros: ___________ |

| presença de oscilação da coluna líquida: sim □ não □ |

| presença de borbulhamento (fístula aérea): sim □ não □ |

Reações adversas e contra-indicações
O sistema coletor de drenagem pleural ou mediastinal não entra em contato com o organismo e é fabricado com materiais apirogênicos.
Não há contra-indicações absolutas a utilização do sistema de drenagem.
Embalagem, data de fabricação e validade
Conservar a embalagem ao abrigo do sol, em local limpo, seco, arejado e sem odor.
Conferir a integridade das embalagens e armazenar em local de baixa umidade entre 15 °C a 30 °C.
O produto é frágil, não utilizá-lo se houver suspeita de dano por queda ou outro motivo que provoque abertura da embalagem, devendo o fabricante ser notificado.
Verifique eventuais defeitos de fabricações e os notifique ao fabricante.
Verifique a data de fabricação e o prazo de validade na embalagem.
Esterilização e reesterilização
O sistema coletor de drenagem pleural ou mediastinal é esterilizado por óxido de etileno, portanto deve-se usar o produto imediatamente após a cuidadosa abertura da embalagem.
Lixo hospitalar
O sistema coletor de drenagem pleural ou mediastinal é de uso único e descartável, ou seja, não deverá ser reutilizado.
Seguir rigorosamente as normas do lixo hospitalar para desprezar ou destruir qualquer material, resíduos ou secreções potencialmente contaminadas.

## Ver também

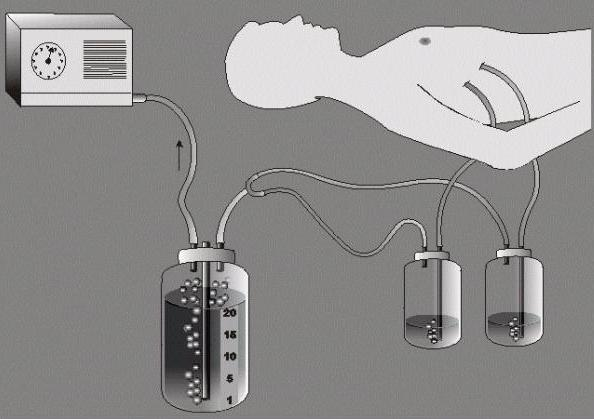
O Sistema de aspiração contínua possui uma câmara de tranrmissão de pressão negativa que é regulável por mecanismo de sifonagem reversa através de coluna d’água submersa. A câmara de transmissão de pressão negativa possibilita uma transmissão de aspiração moderada (graduada) ao sistema de drenagem pleural ou mediastinal.